# 第8屆日本電影學院獎
第8回日本電影學院獎于1985年2月21日公布并举行颁奖仪式。

## 最優秀作品奖
- 《葬禮（日语：お葬式）》

### 優秀作品奖
- 《阿潘小姐（日语：おはん）》
- 《瀨戶內少年棒球隊（日语：瀬戸内少年野球団）》
- 《天國車站（日语：天国の駅）》
- 《麻雀放浪記》

## 最優秀監督奖
- 伊丹十三（葬禮（日语：お葬式））

### 優秀監督奖
- 市川崑（阿潘小姐（日语：おはん））
- 篠田正浩（瀨戶內少年棒球隊（日语：瀬戸内少年野球団））
- 深作欣二（上海浮生記／新里見八犬傳）
- 和田誠（麻雀放浪記）

## 最優秀脚本奖
- 伊丹十三（葬禮（日语：お葬式））

### 優秀脚本奖
- 金子正次、川島透（チ・ン・ピ・ラ）
- 澤井信一郎、和田誠（麻雀放浪記）
- 田村孟（瀨戶內少年棒球隊（日语：瀬戸内少年野球団））
- 早坂暁（空海／天國車站（日语：天国の駅））

## 最優秀主演男優奖
- 山崎努（葬禮（日语：お葬式）/再見箱舟（日语：さらば箱舟））

### 優秀主演男優奖
- 石坂浩二（阿潘小姐（日语：おはん））
- 北大路欣也（空海(電影)（日语：空海_(映画)））
- 真田廣之（彩河（日语：彩り河）／新里見八犬傳／麻雀放浪記）
- 時任三郎（沖繩小子（日语：海燕ジョーの奇跡）／地平線(電影)）

## 最優秀主演女優奖
- 吉永小百合（阿潘小姐（日语：おはん）/天國車站（日语：天国の駅））

### 優秀主演女優奖
- 夏目雅子（瀨戶內少年棒球隊（日语：瀬戸内少年野球団））
- 藤谷美和子（沖繩小子（日语：海燕ジョーの奇跡）／地平線(電影)）
- 松坂慶子（化粧／上海浮生記）
- 宮本信子（葬禮（日语：お葬式））

## 最優秀助演男優奖
- 高品格（麻雀放浪記）

### 優秀助演男優奖
- 字崎竜童（上海浮生記）
- 鹿賀丈史（麻雀放浪記）
- 財津一郎（葬禮（日语：お葬式）／蜜月）
- 西田敏行（天國車站（日语：天国の駅））

## 最優秀助演女優奖
- 菅井きん（葬禮（日语：お葬式）/必殺! THE HISSATSU）

### 優秀助演女優奖
- 大竹忍（麻雀放浪記）
- 大原麗子（阿潘小姐（日语：おはん））
- 志穂美悦子（功夫旋風兒／上海浮生記／ザ・オーディション）
- 夏木麻里（北の螢／新里見八犬傳）

## 最優秀音楽奖
- 池辺晋一郎（瀨戶內少年棒球隊（日语：瀬戸内少年野球団））

### 優秀音楽奖
- 宇崎龍童（沖繩小子（日语：海燕ジョーの奇跡）／晴れ、ときどき殺人）
- 越部信義（上海浮生記）
- 佐藤勝（北の螢）
- ツトムヤマシタ（空海(電影)（日语：空海_(映画)））

## 最優秀摄影奖
- 宮川一夫（瀨戶內少年棒球隊（日语：瀬戸内少年野球団））

### 優秀摄影奖
- 安藤庄平（麻雀放浪記）
- 飯村雅彦（天國車站（日语：天国の駅））
- 五十畑幸勇（阿潘小姐（日语：おはん））
- 前田米造（葬禮（日语：お葬式））

## 最優秀照明奖
- 佐野武治（瀨戶內少年棒球隊（日语：瀬戸内少年野球団））

### 優秀照明奖
- 梅谷茂（麻雀放浪記）
- 小林芳雄（天國車站（日语：天国の駅））
- 望月英樹（阿潘小姐（日语：おはん））
- 加藤松作（葬禮（日语：お葬式））

## 最優秀美術奖
- 西岡善信（北の螢／化粧／瀨戶內少年棒球隊（日语：瀬戸内少年野球団）／旅芝居行進曲）

### 優秀美術奖
- 井川徳道（空海(電影)（日语：空海_(映画)）／序の舞／修羅の群れ）
- 中村州志（天國車站（日语：天国の駅）／麻雀放浪記）
- 村木忍（阿潘小姐（日语：おはん））
- 森田郷平、横山豊（上海浮生記）

## 最優秀録音奖
- 西崎英雄（伽揶子のために／瀨戶內少年棒球隊（日语：瀬戸内少年野球団））

### 優秀録音奖
- 高橋和久、小尾幸魚（上海浮生記）
- 信岡実（葬禮（日语：お葬式）／海に降る雪）
- 林鑛一（天國車站（日语：天国の駅））
- 平井清重（北の螢／空海(電影)（日语：空海_(映画)）／コータローまかりとおる／修羅の群れ）

## 編集奖
- 西東清明

## 最優秀外国作品奖
- 《黄飞鸿》

### 優秀外国作品奖
- 《親密關係》
- 《印第安纳琼斯和魔宫传奇》
- 《自然（英语：The Natural (film)）》
- 《太空英雄》

## 新人俳優奖
- 吉川晃司（すかんぴんウォーク）
- 田中隆三（海に降る雪）
- 野村宏伸（メイン・テーマ）
- 和由布子（化粧／海に降る雪）
- 佐倉しおり（瀨戶內少年棒球隊（日语：瀬戸内少年野球団））
- 富田靖子（アイコ16才／ときめき海岸物語）

## 特別奖
- 企画奖：角川春樹（W的悲劇）

## 話題奖
- 作品部門：Wの悲劇
- 俳優部門：藥師丸博子（Wの悲劇）

## 出典・参考文献
- . 日外アソシエーツ. 2009. ISBN 4816922237.